# Universal Transverse Mercator
Universal Transverse Mercator (UTM)-koordinatsystemet er en todimensionel grid-baseret metode (koordinatsystem) til at specificere lokaliteter på Jordens overflade, dækkende mellem 84 °N og 80 °S. Det bruges til at identificere lokaliteter på jorden, men afviger fra den traditionelle metode med længde og breddegrader på flere områder.
UTM systemet er ikke en "ægte" kortprojektion, men derimod en Matematisk projektion. Systemet definerer en serie på 60 zoner, startende ved 180 meredianen og regnes fra vest mod øst, som hver især er baseret på en specielt defineret Transverse Mercator projektion. Denne projektion er Cylinder og vinkeltro, men modsat den traditionelle Mercatorprojektion der typisk benyttes til søkort, så ligger cylinderens symmetriakse i Jordens ækvatorialplan.
Danmark ligger i UTM-zonerne 32 og 33 (zone 31 i Nordsøen). Jylland og en stor del af Sjælland er i zone 32, mens resten af Sjælland (fra Roskilde mod øst) og hele Bornholm er i zone 33. Imidlertid "strækkes" zone 32 normalt ud til at dække hele Sjælland og kun Bornholm ligger således i zone 33. 

## Historie
Universal Transverse Mercator koordinatsystemet blev udviklet af United States Army i 1947. Systemet var baseret på en elliptisk model af Jorden. For områder i og grænsende op til USA, blev Clarke's 1866 ellipsoide brugt. For de resterende områder på jorden, inklusive Hawaii, blev den Internationale Ellipsoide brugt. For øjeblikket bruges WGS84 ellipsoiden som den underliggende model af jorden i UTM koordinatsystemet.
I tiden for udviklingen af Universal Transverse Mercator koordinatsystemet, demonstrerede flere europæiske nationer anvendeligheden af grid-baserede tilpassede kort ved at kortlægge deres territorier igennem mellemkrigsårene. Beregning af afstande mellem to punkter på disse kort kunne lettere udføres i felten (ved brug af Pythagoras formel) end det ellers ville være muligt med brug af de trigonometriske formler, der kræves ved brug af det graticule-baserede system med længde- og breddegrader. I efterkrigsårene, blev disse koncepter udvidet ind i Universal Transverse Mercator / Universal Polar Stereographic (UTM/UPS) koordinatsystemer, som er globale (eller Universelle) systemer af grid-baserede kort.

## Definitioner

### UTM Længdezoner
UTM systemet opdeler jordens overflade mellem 80° S bredde og 84° N bredde i 60 zoner, hver 6° breddegrader i vidde og centreret over en meridian. Zonerne er nummereret fra 1 til 60. Zone 1 er afgrænset af længdegraderne 180° til 174° V og er centreret over den 177. V meridian. Zonenummereringen øger i østlig retning.
Hver af de 60 længdezoner i UTM systemet er baseret på en Transverse Mercator projektion, som er i stand til at kortlægge en region af stor nord-syd udstrækning med en lav grad af forvrængning. Ved at benytte smalle zoner på 6° i bredde, og reducere skalafaktoren langs den centrale meridian til 0.9996, (en reduktion på 1:2500) er graden af forvrængning holdt under 1 del i 1.000 inden for hver zone. Forvrængningen af skalaen øger til 1.0010 ved de ydre zonegrænser langs med ækvator.
Reduktionen i skala faktoren langs den centrale meridian skaber to linjer af sand skala lokeret cirka 180 km på hver side af, og tilnærmelsesvis parallelt med, den centrale meridian. Skalafaktoren er for lille inden for disse linjer og for stor uden for disse linjer, men den overordnede forvrængningsskala inden for hele zonen er minimeret.

### Notation
Hver gitterfirkant er refereret til af længdezonens nummer og breddezonens bogstav. Længdezonen skrives altid først, efterfulgt af breddezonen. For eksempel (se billede af Europa), vil en position i København, Danmark , befinde sig i længdezone 33 og breddezone "U", derfor er den fulde reference "33U".
Imidlertid "strækkes" zone 32 normalt ud til at dække hele Sjælland og kun Bornholm angives med reference til zone 33.

### Undtagelser
Disse længde- og breddezoner er ensartede over hele jorden, undtaget i to områder. Et er Norges sydvestlige kyst, hvor UTM zone 32V er udvidet mod vest, og zone 31V tilsvarende er skrumpet så den kun dækker åbent hav. Også i regionen omkring Svalbard, er længdezonerne det dobbelte af den normale bredde.

## Lokalisering af en position ved brug af UTM koordinater
En position på jorden der er refereret i UTM systemet med en UTM længdezone, den projekterede afstand fra den centrale meridian—kaldet øslig afstand—og den projekterede afstand fra ækvator—kaldet nordlig afstand. Startpunktet for alle UTM zoner er skæringslinien mellem ækvator og zonens centrale meridian. For at undgå brugen af negative numre er den centrale meridian i hver zone givet en falsk østlig afstand på 500.000 meter (500 km), således vil alt der ligger vest for den centrale meredian have en østlig afstand på mindre end 500.000 meter. For eksempel, UTM øst afstandende liger i området 167.000 meter til 833.000 meter ved ækvator(Disse afstande bliver mindre mod polerne).
På den nordlige halvkugle er positionerne målt nord på fra ækvator, med en initial nordlig værdi på 0 meter og et maksimum på nordlig afstand på omkring 9.328.000 meter ved 84. breddegrad—den maksimale udstrækning af UTM zonerne. På den sydlige halvkugle, aftager nordafstanden efterhånden som man går syd på mod sydpolen fra ækvator, som gives en falsk nordafstand på 10.000.000 meter således at intet punkt inden for zonen har en negativ værdi.
Så et eksempel er CN tårnet i Toronto, Canada lokaliseret på den geografiske position 43°38′33.24″N 79°23′13.7″V / 43.6425667°N 79.387139°V. Det er længdezone 17 og grid positionen er 630084m øst, 4833438m nord. Skrevet som: 17U 630084 4833438
Bredde zonen(U) er egentlig unødvendig da det er den fulde afstand fra ækvator som er givet og halvkuglen er kendt.Det bliver dog vigtigt når yderligere underindelinger af UTM grid'et foretages, så som i det militære grid reference system.
Man skal være opmærksom på at selv om kortet er i UTM kan det godt have forskellig datum, det mest udbredte i dag er WGS84. Bruger man ikke den rigtige datum får man forkerte afstandsangivelser. WGS84 og ETRS89 afviger dog normalt ikke mere en 1m fra hinanden, så de er næsten identiske.
Datum brugt i danske kort:
- ED50
- WGS84
- ETRS89

Andre datum
- USA: NAD83 og EGM96

- Europa
- Afrika
- Sydamerika
- Beringstrædet og Alaska

Billeder: UTM zoner i forskellige dele af verdenen

## Ekstern kilde/henvisning
1. 1 2   (SDFE) UTM/ETRS89: Den primære
kortprojektion i Danmark